# The Hours of the Day
The Hours of the Day is een kunstwerk uit 1990 van de Amerikaanse minimalist Richard Serra (1938-2024) in de Nederlandse stad Maastricht. Door de plaatsing van de sculptuur in een niet afgesloten binnenhof van het Bonnefantenmuseum, functioneert het werk niet alleen als museumstuk (inventarisnr. 1004064), maar ook als beeld in de openbare ruimte.

## Geschiedenis
Het Bonnefantenmuseum was vanaf de oprichting in 1884 lange tijd een stedelijk, later provinciaal museum voor oudheidkunde. Pas vanaf de jaren 1970 ging hedendaagse kunst een rol spelen in de collectievorming en het expositiebeleid, vooral na de komst van Alexander van Grevenstein, van 1976 tot 1979 curator, van 1986 tot 2011 directeur van het museum. Onder zijn leiding groeide het Bonnefantenmuseum uit tot een van de toonaangevende kunstinstellingen in Zuid-Nederland. Van Grevensteins belangstelling voor de Amerikaanse minimal art en de conceptuele kunst weerspiegelde zich in het tentoonstellingsgprogramma, met onder andere solotentoonstellingen van Richard Deacon, Robert Mangold en Richard Serra.  Die laatste tentoonstelling in 1990 bestond uit zogenaamde wall drawings, waarvan het museum Top Cut / Double Tilt (1985) verwierf, twee gespiegelde tekeningen die elk aan een kant van een muur bevestigd worden. In 2011 waren opnieuw tekeningen van Serra te zien, nu als onderdeel van de afscheidsexpositie van Alexander van Grevenstein, Extended Drawing.
In 1995 betrok het Bonnefantenmuseum het door Aldo Rossi ontworpen nieuwe gebouw in de wijk Céramique, gelegen aan de Maas. In 1999 werden de collecties archeologie en oudheidkunde afgestoten en vanaf die tijd was het Bonnefanten nog uitsluitend kunstmuseum. Aangezien het financieel onmogelijk was om de achterstand op andere kunstmusea qua collecties in te lopen, koos Van Grevenstein er voor om een basiscollectie (seminal collection) aan te leggen met werk van onder anderen Marcel Broodthaers, Sol LeWitt, Richard Serra, Jannis Kounellis, Mario Merz en Luciano Fabro.
Serra's monumentale The Hours of the Day kwam in 1990 tot stand en werd in hetzelfde jaar tentoongesteld in een tent bij het Kunsthaus Zürich (9 maart-29 april 1990). In 1992 werd het werk aangekocht door het Bonnefantenmuseum. Van meet af aan was het bedoeld voor de Wiebengahal, die aanvankelijk als 'beeldentuin' was ingericht. In de gerestaureerde fabriekshal van de Société Céramique nam het kunstwerk vanaf 1994 bijna de gehele begane grond in beslag. Vanwege de beperkte verdiepingshoogte en de aanwezige betonnen pijlers kwam het werk daar niet helemaal tot zijn recht. Toen bleek dat de klimaatbeheersing in het gebouw niet optimaal geregeld kon worden, werd besloten de collectie hedendaagse beeldhouwkunst naar het hoofdgebouw te verplaatsen. Voor de twee grootste sculpturen, Sol LeWitts Long Pyramid en Serra's The Hours of the Day, was binnen geen plaats en werden de binnenhoven van het E-vormige museumgebouw opnieuw ingericht.

## Beschrijving

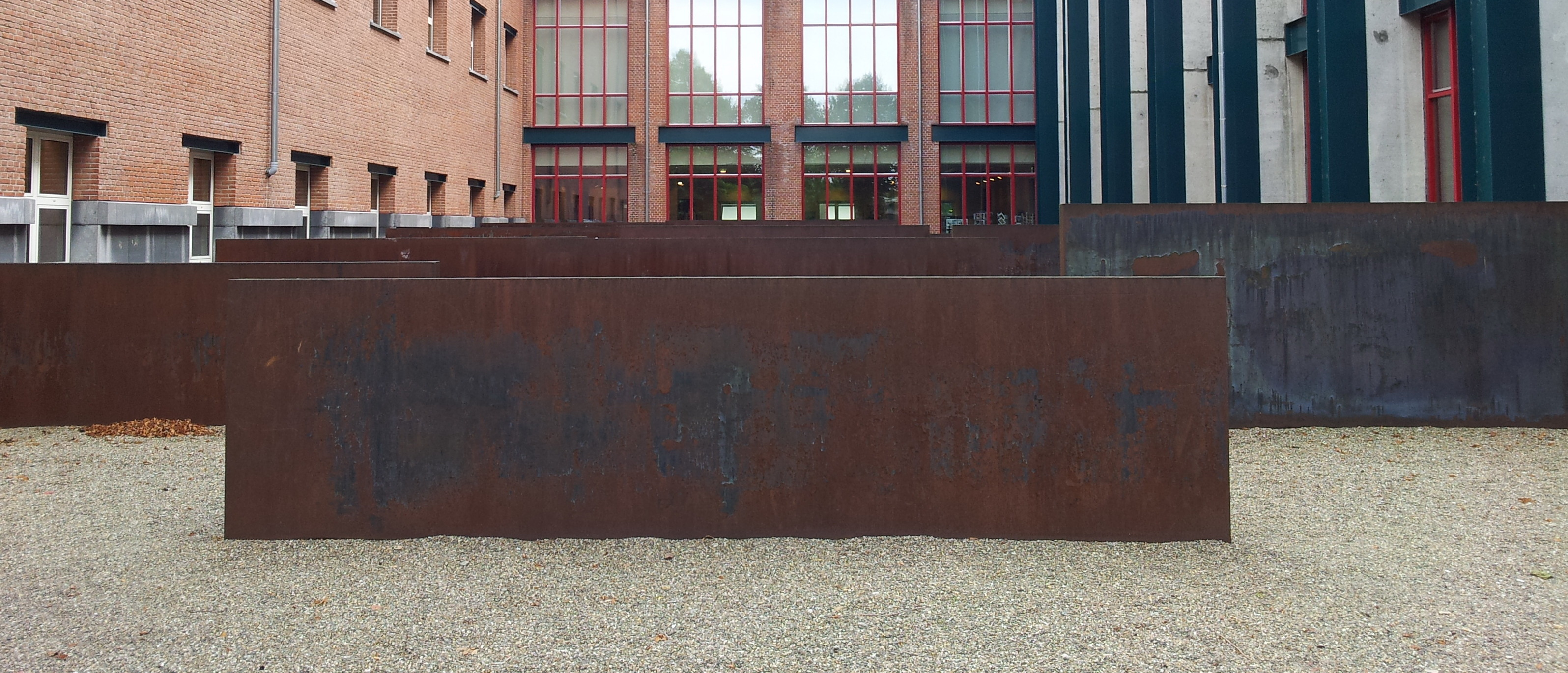
The Hours of the Day, september 2014

Serra ontwierp zijn grote staalsculpturen altijd als schaalmodellen, die hij meestal van lood vervaardigde. De stalen platen ("slabs") werden daarna op maat gewalst bij het staalbedrijf Buderus Edelstahl in het Duitse Wetzlar.
Het werk The Hours of the Day uit 1990 bestaat uit twaalf gewalste panelen van cortenstaal, waarvan het oppervlak door corrosie enigszins ruw is geworden en bedekt is met kleine kleurovergangen: de blauwe kleur van de walshuid, het roodbruin van de roest, en de beige verkleuring door het regenwater. De panelen kunnen qua grootte in vier groepen van drie worden verdeeld. De massieve platen hebben allemaal dezelfde dikte (15 cm) en breedte (513 cm), maar verschillen per drie in hoogte: 183 cm, 168 cm, 152,5 cm en 137 cm. Het werk vult de gehele noordelijke binnenhof van het Bonnefantenmuseum, die circa 35 x 15 m meet en met grind geplaveid is. Aan de westzijde opent de hof zich naar de Maas toe. De panelen zijn op bepaalde afstanden van elkaar dwars op de lange gevels van het museumgebouw geplaatst, waarbij afwisselend een paneel de gevel links raakt, dan weer vrij in de ruimte staat, en dan weer de gevel rechts raakt. Twee rijen van vier platen zijn in hoogte aflopend opgesteld, de derde rij maakt de tegengestelde beweging, waardoor een bepaalde dynamiek ontstaat. Lopend tussen de panelen is het voor de gemiddelde mens niet mogelijk om het gehele werk te overzien, vanwege de hoogte van de hoogste panelen. Al gaande wordt men zich bewust van bepaalde regelmatigheden in afstand en hoogte. Hoe meer tijd men in het kunstwerk doorbrengt, hoe meer men zich van de ruimte bewust wordt.

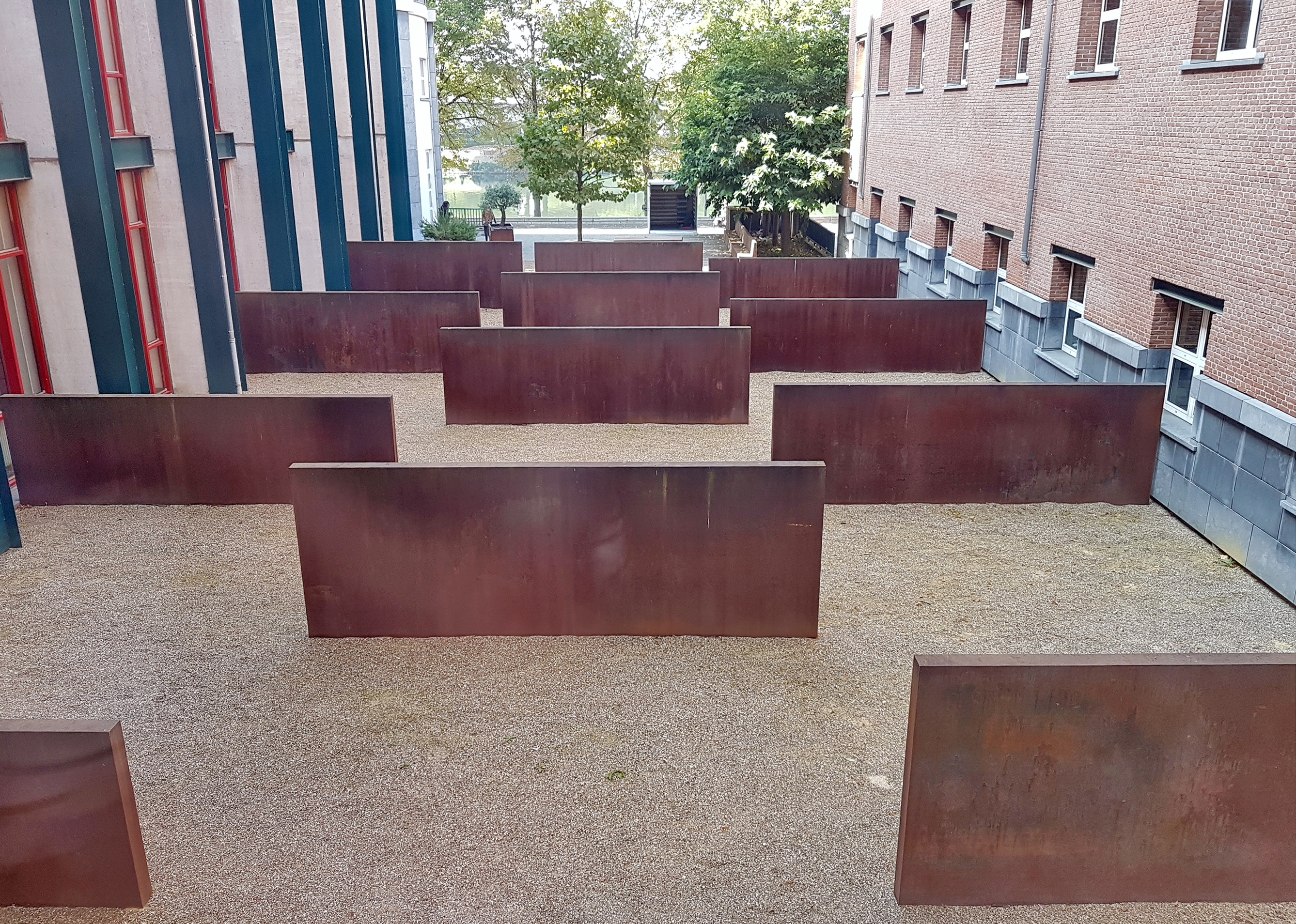
Zicht vanuit het museum
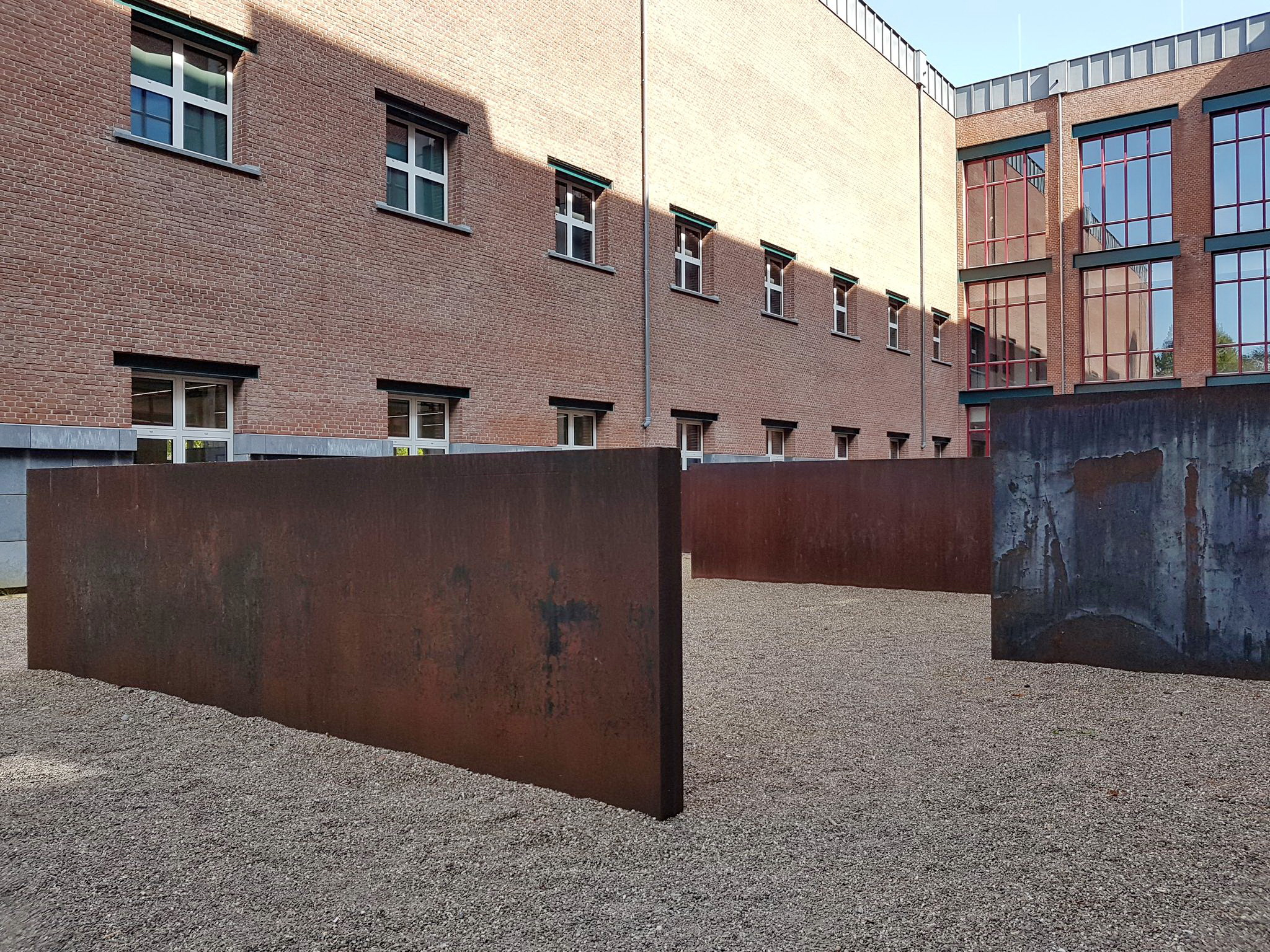
Zicht vanuit het zuidwesten
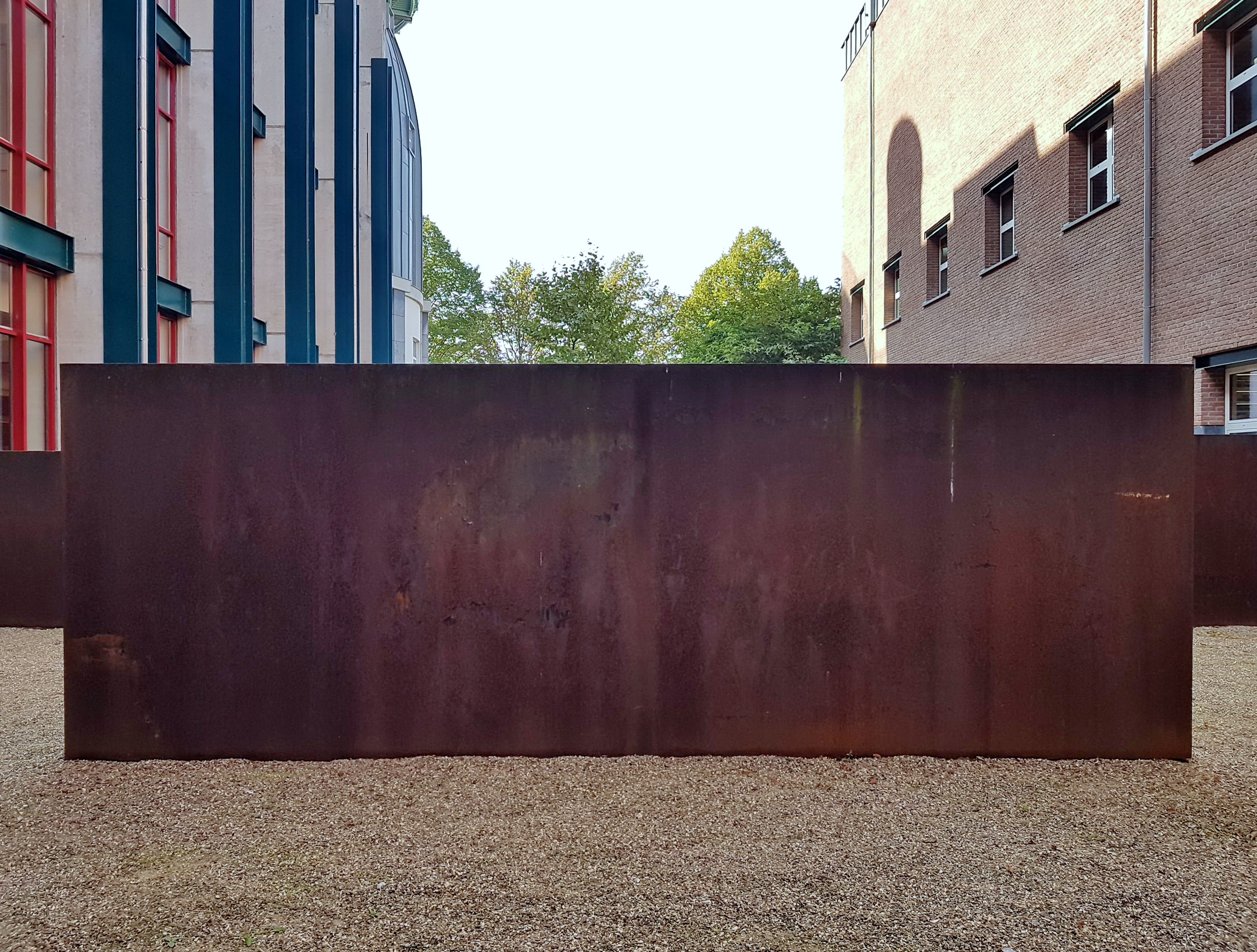
Zicht naar de Maas
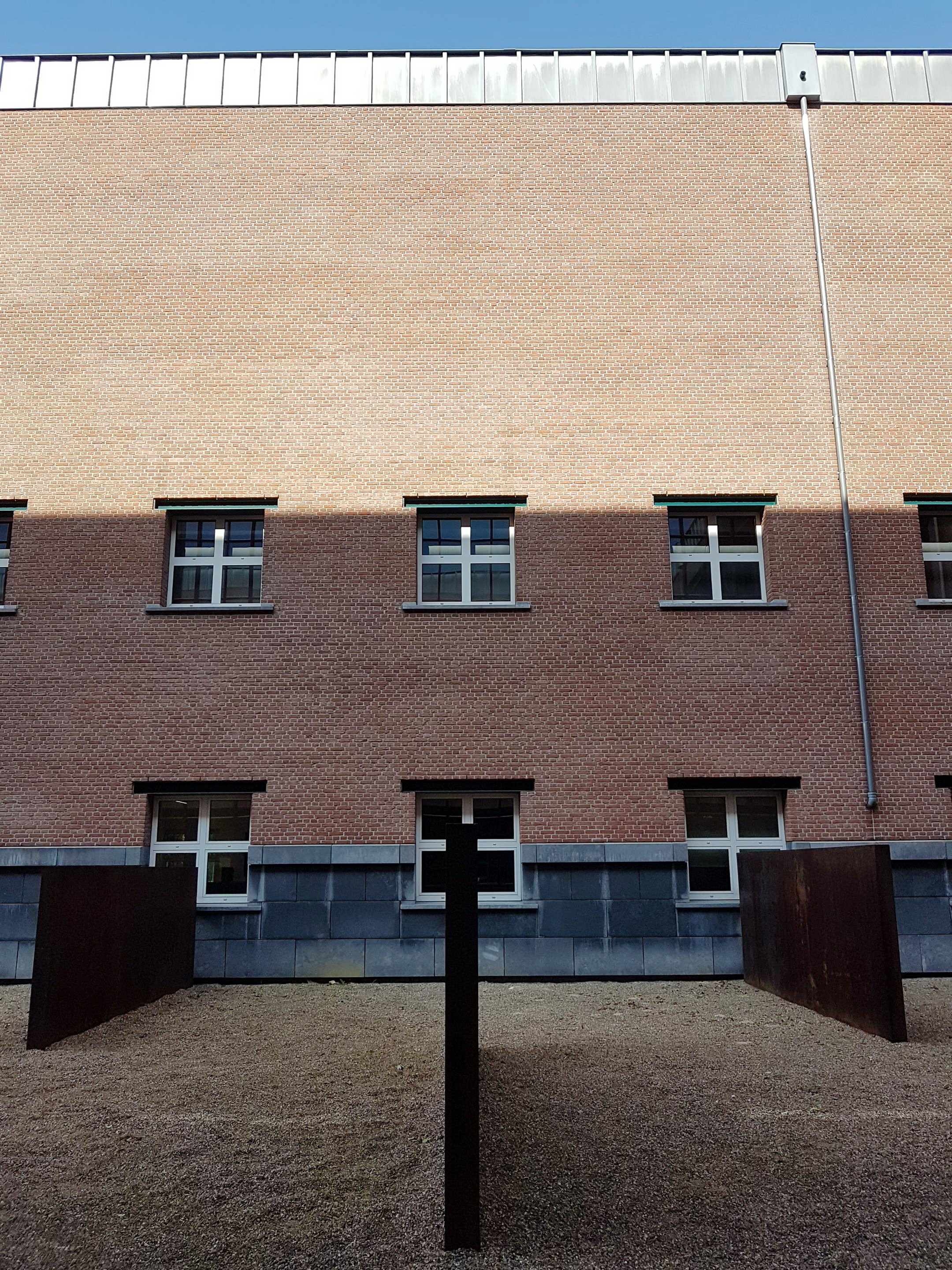
Zijaanzicht
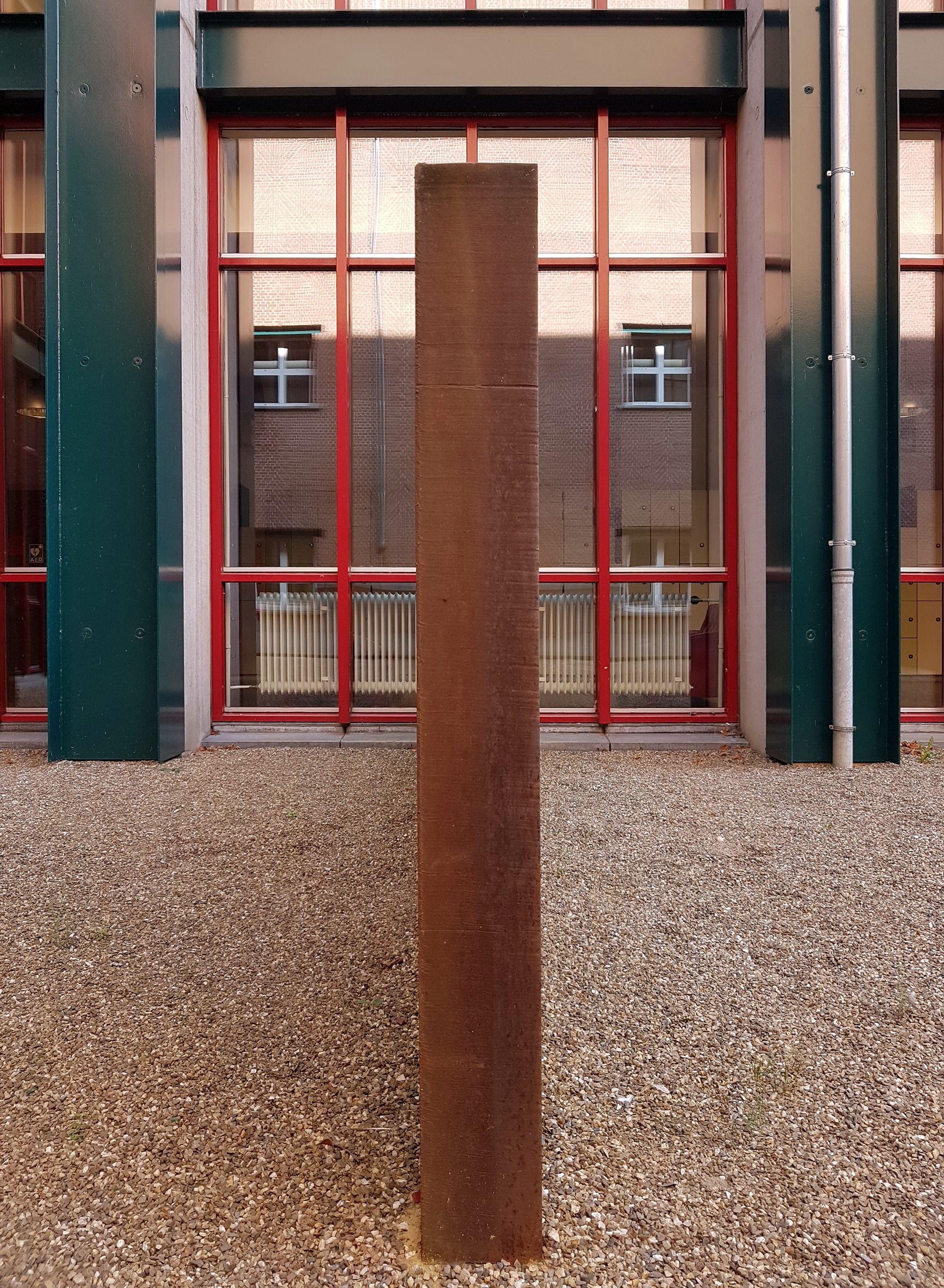
Zijaanzicht, detail

## Kunsthistorische context
The Hours of the Day past in een reeks van staalsculpturen, waarmee Serra al in de jaren zeventig was begonnen. Een van de vroegste werken bevindt zich in het beeldenpark van het Kröller-Müller Museum in Otterlo. Dit werk, Spin Out (1972–1973), bestaat uit drie staalplaten die zo geplaatst zijn dat ze naar een denkbeeldig middelpunt lijken te wijzen. Bij het Stedelijk Museum Amsterdam staat het imposante werk Sight point (for Leo Castelli) (1975), dat bestaat uit drie hoog opgaande staalplaten, die met de toppen tegen elkaar aan leunen en zo een hoge binnenruimte vormen. Wellicht het meest verwant met het Maastrichtse werk zijn Equal-Parallel: Guernica-Bengasi (1986) en Every Which Way (2015). Het eerstgenoemde, oudere werk bevindt zich in de collectie van het Museo Nacional Centro de Arte Reina Sofía in Madrid. Hier zijn in een grote zaal vier stalen panelen, twee vierkante en twee rechthoekige, ver uit elkaar geplaatst, waardoor ze van een grotere afstand worden benaderd en daardoor zowel individueel als in samenhang kunnen worden aanschouwd. Het andere, recentere werk werd in 2016 tentoongesteld in de Gagosian Gallery in New York. Het bestaat uit zestien slabs, die allemaal circa 30 cm dik en 1,6 m breed zijn. De hoogte varieert: vijf maal 3,4 m, zes maal 2,7 m en vijf maal 2,1 m. De laagste panelen zijn dus hoger dan de hoogste in Maastricht. De opstelling is vergelijkbaar.